# Bud Osborne
Pour les articles homonymes, voir Osborne.
Leonard Miles « Bud » Osborne est un acteur américain, né le 20 juillet 1884 dans le comté de Knox (Texas), mort le 2 février 1964 à Los Angeles (quartier d'Hollywood, Californie).

## Biographie

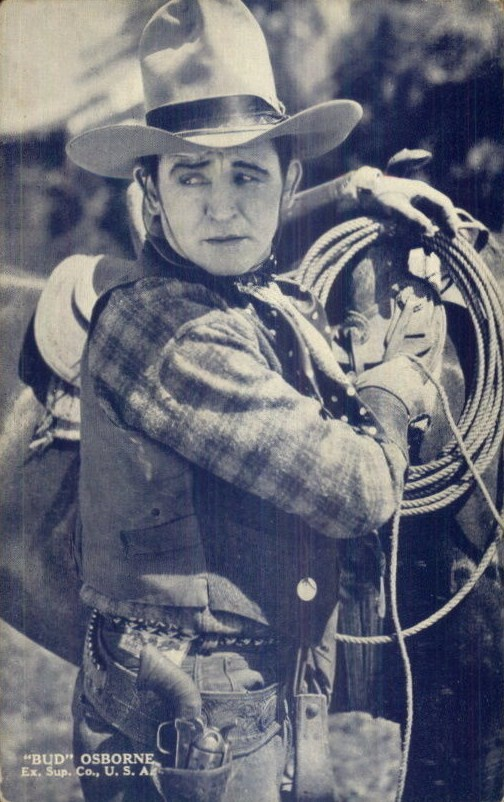
Photo promotionnelle (vers 1920)

Second rôle de caractère parfois non crédité, Bud Osborne reste connu comme acteur de western principalement et contribue au cinéma à cinq-cent-quatre-vingt-six films américains (dont cinquante-six courts métrages et de nombreux serials) dès la période du muet, depuis For the Cause de Thomas H. Ince et Francis Ford (1912, avec Ray Myers) jusqu'à Night of the Ghouls d'Ed Wood (1959, avec Tor Johnson).
L'un de ses partenaires de premier plan est John Wayne, qu'il retrouve notamment sur le serial policier L'Aigle de la mort de Ford Beebe et B. Reeves Eason (1932), ou encore les westerns Le Premier Rebelle de William A. Seiter (1939) et Les Écumeurs de Ray Enright (1942).
Parmi ses autres films, citons Trois Sublimes Canailles de John Ford (1926, avec George O'Brien et Olive Borden), Ciel rouge de Robert Wise (1948, avec Robert Mitchum et Barbara Bel Geddes) et La Fiancée du monstre d'Ed Wood (1955, avec Béla Lugosi et Tor Johnson).
À la télévision américaine, outre deux téléfilms (1950-1953), Bud Osborne apparaît dans quarante-deux séries (surtout de western), depuis The Gene Autry Show (en) (trois épisodes, 1950) jusqu'à Gunsmoke (un épisode, 1963). Entretemps, mentionnons The Lone Ranger (six épisodes, 1950-1956), Rintintin (quatre épisodes, 1955-1958) et Rawhide (deux épisodes, 1960-1962).

## Filmographie partielle

### Cinéma

#### Période du muet

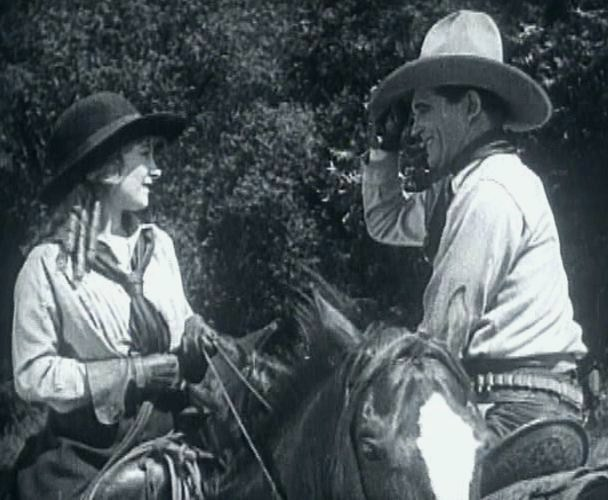
Avec Josephine Hill, dans His Enemy's Friend (1922)

- 1912 : For the Cause de Thomas H. Ince et Francis Ford (court métrage)
- 1913 : The Death Stone of India (it) de Milton J. Fahrney (court métrage) : le général Havelock
- 1916 : A Knight of the Range (en) de Jacques Jaccard : le shérif
- 1917 : The Jewel of Death de Milton J. Fahrney (court métrage) : le général Havelock
- 1917 : Squaring It de George Marshall (court métrage) : le shérif
- 1919 : Brother Bill de Leon De La Mothe (court métrage) : Bud McGee
- 1919 : Le Tigre sacré (en) (The Tiger's Trail) de Robert Ellis et Louis J. Gasnier : un homme de main
- 1920 : Vanishing Trails (en) de Leon De La Mothe (serial) : Skip Brandt
- 1921 : The Struggle (it) d'Otto Lederer : le shérif
- 1922 : Here's Your Man de Ford Beebe (court métrage) : le frère
- 1922 : White Eagle (en) de Fred Jackman et W. S. Van Dyke (serial) : « Standing Bear »
- 1922 : His Enemy's Friend de Ford Beebe et Leo D. Maloney (court métrage) : Simon Baird
- 1923 : Partners Three de Ford Beebe (court métrage) : Surly Larkin
- 1924 : L'Étranger silencieux (en) (The Silent Stranger) d'Albert S. Rogell : Law Sleeman
- 1925 : Across the Deadline de Leo D. Maloney : Ben Larrago
- 1926 : Trois Sublimes Canailles (3 Bad Men) de John Ford : un homme de main d'Hunter
- 1926 : The Blind Trail (en) de Leo D. Maloney : Mort Van Vlack
- 1927 : The Fighting Stallion (en) de Ben F. Wilson : Chuck Lannigan
- 1928 : The Vanishing Rider (en) de Ray Taylor (serial) : Butch Bradley

#### Période du parlant

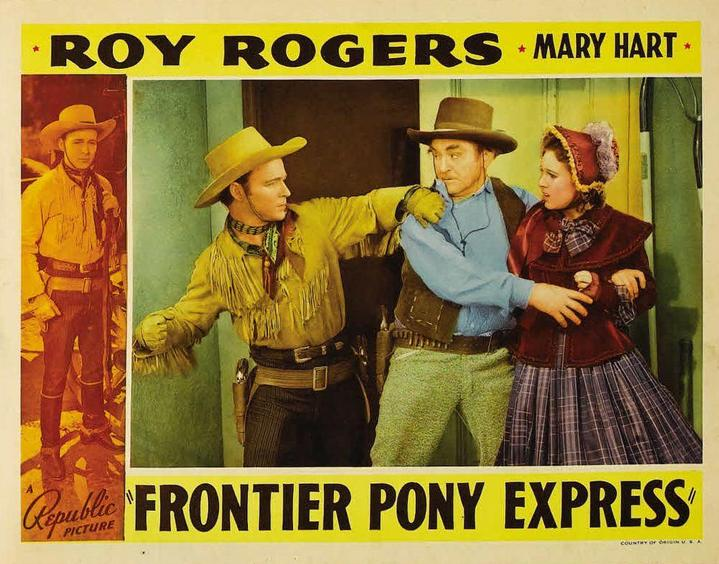
De g. à d. : Roy Rogers, Bud Osborne et Mary Hart, dans ' (1939, poster promotionnel)

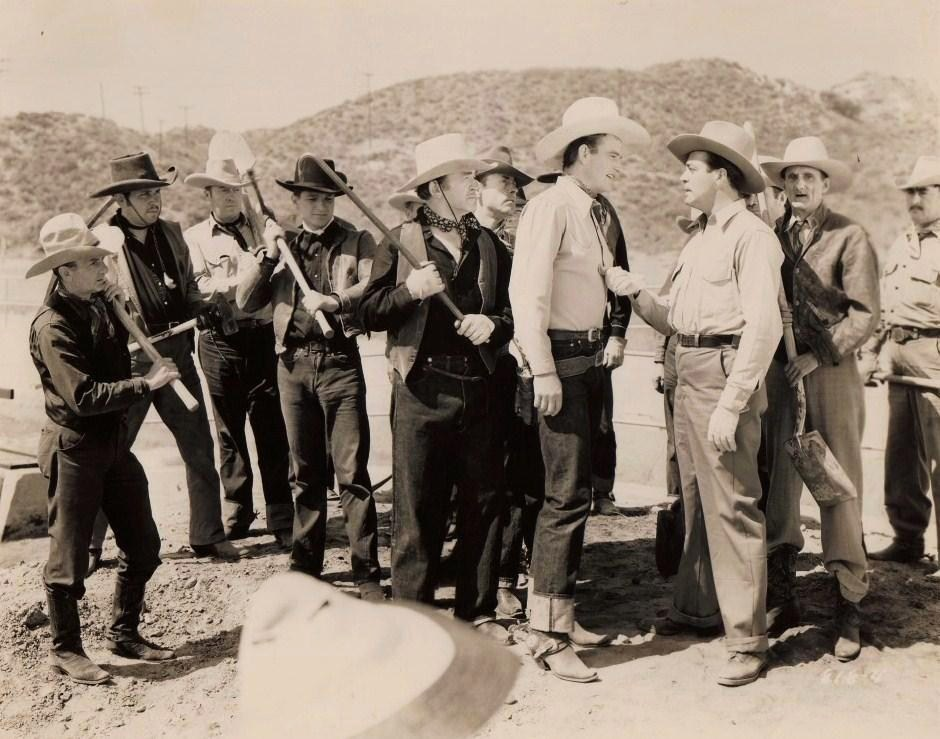
Au centre, derrière John Wayne, dans New Frontier (1939, photo promotionnelle)

- 1929 : The Cowboy and the Outlaw (en) de J. P. McGowan : Lefty Lawson
- 1930 : The Indians Are Coming (en) de Henry MacRae : Bull McGee
- 1930 : The Utah Kid de Richard Thorpe : le shérif-adjoint
- 1931 : Buffalo Bill de Ray Taylor (serial) : Joe Tampas
- 1932 : Duke le rebelle (Ride Him, Cowboy) de Fred Allen : un homme de main du « Rapace »
- 1932 : L'Aigle de la mort (The Shadow of the Eagle) de Ford Beebe et B. Reeves Eason (serial) : Tim Moore
- 1932 : La Loi du coup de poing (Two-Fisted Law) de D. Ross Lederman : Jiggs Tyler
- 1932 : Le Fantôme (Haunted Gold) de Mack V. Wright : Bud
- 1932 : Je ne suis pas un lâche (en) (Pride of the Legion) de Ford Beebe : Taylor
- 1933 : The Telegraph Trail de Tenny Wright : un télégraphiste de l'armée
- 1933 : Frères dans la mort (Somewhere in Sonora) de Mack V. Wright : un homme de main
- 1934 : Lighting Bill de Victor Adamson : Lefty Landis
- 1935 : Le Corbeau (The Raven) de Lew Landers : un policier
- 1935 : Moonlight on the Prairie de D. Ross Lederman : Red
- 1935 : L'Appel de la forêt (The Call of the Wild) de William A. Wellman : un citoyen de Dawson
- 1936 : The Lawless Nineties de Joseph Kane : un homme de main
- 1936 : Zorro l'indomptable (The Vigilantes Are Coming) de Ray Taylor et Mack V. Wright (serial) : Harris
- 1936 : L'Extravagant Mr. Deeds (Mr. Deeds Goes to Town) de Frank Capra : un fermier chômeur au tribunal
- 1936 : Heroes of the Range (en) de Spencer Gordon Bennet : Jake
- 1937 : Le Champion (Boots and Saddles) de Joseph Kane : Joe Larkins
- 1937 : Voleurs d'or (en) (Blazing Sixes) de Noel M. Smith : Dave
- 1938 : Santa Fe Stampede de George Sherman : Mac
- 1938 : Les Justiciers du Far-West (The Lone Ranger) de John English et William Witney (serial) : Morgan
- 1938 : Guet-apens dans les airs (Overland Stage Raiders) de George Sherman : un rancher
- 1938 : La Bataille de l'or (Gold Is Where You Find It) de Michael Curtiz : un fermier
- 1939 : Frontier Pony Express (en) de Joseph Kane : Clay Wilson
- 1939 : Les Conquérants (Dodge City) de Michael Curtiz : un conducteur de diligence
- 1939 : Le Premier Rebelle (Allegheny Uprising) de William A. Seiter : un des « Black Boys »
- 1939 : New Frontier de George Sherman : Dickson
- 1940 : La Caravane héroïque (Virginia City) de Michael Curtiz : Ted, conducteur de diligence
- 1940 : L'Archer vert (en) (The Green Archer) de James W. Horne (serial) : Lanton
- 1940 : En mauvaise passe (Lone Star Raiders) de George Sherman
- 1941 : Son patron et son matelot (A Girl, a Guy and a Gob) de Richard Wallace : un curieux
- 1941 : The Return of Daniel Boone (en) de Lambert Hillyer : Red
- 1942 : La Vallée du soleil (Valley of the Sun) de George Marshall : le soldat Tom Rose
- 1942 : Les Écumeurs (The Spoilers) de Ray Enright : le marshal
- 1942 : Perils of the Royal Mounted (en) de James W. Horne (serial) : Jake
- 1943 : Robin Hood of the Range (en) de William Berke : Thompson
- 1944 : Les Aventures de Mark Twain (The Adventures of Mark Twain) d'Irving Rapper : Lee Griggs
- 1944 : Marked Trails de John P. McCarthy
- 1944 : The Laramie Trail (en) de John English : le shérif-adjoint Chip
- 1945 : Les Amours de Salomé (Salome Where She Danced) de Charles Lamont : un joueur
- 1945 : The Monster and the Ape (en) de Howard Bretherton (serial) : Mason, gardien de nuit du zoo
- 1945 : La Belle de San Francisco (Flame of Barbary Coast) de Joseph Kane : un barman
- 1946 : Overland Riders (en) de Sam Newfield : le shérif Dawson
- 1946 : La Ville des sans-loi (Badman's Territory) de Tim Whelan : le marshal-adjoint Dan Mercer
- 1947 : Six-Gun Serenade (en) de Ford Beebe : le shérif
- 1948 : Les Pillards (The Plunderers) de Joseph Kane : un bandit
- 1948 : Song of the Drifter de Lambert Hillyer : un rancher
- 1948 : Ciel rouge (Blood on the Moon) de Robert Wise : le capitaine Willis
- 1949 : Gun Runner de Lambert Hillyer : Burt
- 1949 : Roaring Westward (en) d'Oliver Drake : le shérif-adjoint Lafe Blake
- 1950 : En plein cirage (The Fuller Brush Girl) de Lloyd Bacon : un vieux marin
- 1950 : Border Outlaws (en) de Richard Talmadge : le shérif Banyon
- 1951 : La Furie du Texas (Fort Worth) d'Edwin L. Marin : un conducteur de diligence
- 1952 : Fargo (en) de Lewis D. Collins : Hawkins
- 1953 : Le Sabre et la Flèche (Last of the Comanches) d'André de Toth : un conducteur de chariot
- 1953 : Mon grand (So Big) de Robert Wise : un conducteur de chariot
- 1954 : Jail Bait d'Ed Wood : Paul McKenna « Mac », le gardien de nuit du théâtre
- 1954 : L'Homme des plaines (The Boy from Oklahoma) de Michael Curtiz : un prisonnier
- 1955 : La Fiancée du monstre (Bride of the Monster) d'Ed Wood : Mac
- 1956 : La Loi de la prairie (Tribute to a Bad Man) de Robert Wise : un cowboy
- 1956 : La première balle tue (The Fastest Gun Alive) de Russell Rouse : un rancher
- 1957 : Terreur dans la vallée (Gun Glory) de Roy Rowland : Clem
- 1958 : Sur la piste des Comanches (Fort Dobbs) de Gordon Douglas : un réfugié de Largo au fort
- 1959 : La Colline des potences (The Hanging Tree) de Delmer Daves : un cavalier
- 1959 : Night of the Ghouls d'Ed Wood : Darmoor

### Télévision
(séries)

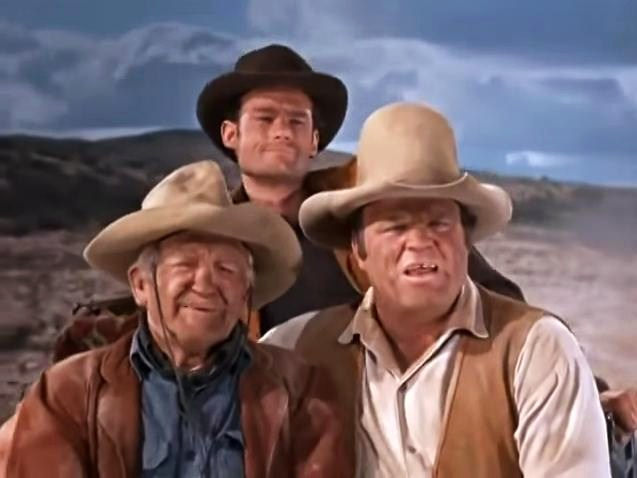
De g. à d. : Bud Osborne, et Dan Blocker, dans la série Bonanza, épisode La Justice du désert (1960)

- 1950-1953 : Cisco Kid (The Cisco Kid)
  - Saison 1, épisode 17 Dog Story (1950 - un conducteur de diligence) d'Albert Herman, épisode 19 The Old Bum (1951 - un conducteur de diligence) d'Albert Herman, épisode 24 Uncle Disinherits Niece (1951 - Jim Lacey) de Paul Landres et épisode 26 Water Rights (1951 - un garde de diligence) d'Albert Herman
  - Saison 2, épisode 2 Stolen Bonds (1951 - un conducteur de diligence) de Paul Landres, épisode 8 Protective Association (1951 - un homme de main) de Paul Landres et épisode 24 Quicksilver Murder (1952 - un conducteur de diligence) de Paul Landres
  - Saison 3, épisode 15 Lodestone (1952 - un conducteur de chariot au Kansas) de Sobey Martin et épisode 19 Gun Tottin' Papa (1953 - le shérif) de Sobey Martin
- 1950-1956 : The Lone Ranger
  - Saison 1, épisode 51 Le Bandit capricieux (The Whimsical Bandit, 1950) : un conducteur de diligence
  - Saison 2, épisode 11 Le Choix du banquier (Banker's Choice, 1950 - un conducteur de diligence) et épisode 20 Le Vieux Chemin (Backtrail, 1951 - Pete)
  - Saison 3, épisode 18 Le Coffre-fort vide (The Empty Strongbox, 1953 - Joe Driscoll) et épisode 47 Le Crime parfait (The Perfect Crime, 1953 - un conducteur de diligence) de Paul Landres
  - Saison 5, épisode 1 Le Fusil en bois (The Wooden Rifle, 1956) d'Earl Bellamy : le juge Saunders
- 1952-1954 : Les Aventuriers du Far West (Death Valley Days)
  - Saison 1, épisode 5 The Little Bullfrog Nugget (1952) de Stuart E. McGowan : un conducteur de chariot
  - Saison 2, épisode 16 Six Sense (1954) de Stuart E. McGowan : un conducteur de diligence
- 1955-1958 : Rintintin (The Adventures of Rin Tin Tin)
  - Saison 2, épisode 2 Rin Tin Tin Meets Shakespeare (1955) : un forgeron
  - Saison 3, épisode 18 The Southern Colonel (1957) de Lew Landers et épisode 34 Hubert's Niece (1957) : un conducteur de diligence
  - Saison 4, épisode 21 Bitter Bounty (1958) de William Beaudine : Casey
- 1957 : Circus Boy
  - Saison 1, épisode 21 Man from Cimarron : un vendeur
- 1958-1961 : Maverick
  - Saison 2, épisode 7 The Judas Mask (1958) de Richard L. Bare : un conducteur de diligence
  - Saison 3, épisode 15 A Cure for Johnny Rain (1959) : un conducteur de diligence
  - Saison 4, épisode 22 Last Oblivion (1961) : Sam Overman
- 1958-1961 : L'Homme à la carabine (The Rifleman)
  - Saison 1, épisode 6 Eight Hours to Die (1958) d'Arnold Laven : un homme de main à Taos
  - Saison 4, épisode 10 The Shattered Idol (1961) de Joseph H. Lewis : M. Loomis
- 1959 : Zorro
  - Saison 2, épisode 21 Où est le père ? (The Missing Father) : un conducteur de diligence
- 1959 : Monsieur et Madame détective (The Thin Man)
  - Saison 2, épisode 33 Bat McKidderick : Clay Clanton
- 1959 : Laramie
  - Saison 1, épisode 10 The General Must Die de Francis D. Lyon : Elmer, le premier conducteur de diligence
- 1959 : Bat Masterson
  - Saison 2, épisode 9 Bat Plays a Dead Man's Hand : Allie Love
- 1960 : Cheyenne
  - Saison 4, épisode 10 Apache Blood : Ed, le conducteur de diligence
- 1960 : Bonanza
  - Saison 1, épisode 23 La Justice du désert (Desert Justice) de Lewis Allen : Charlie, le conducteur de diligence
- 1960-1962 : Rawhide
  - Saison 3, épisode 9 La Capture (Incident of the Capture, 1960) de Stuart Heisler : le deuxième conducteur de diligence
  - Saison 4, épisode 21 Le Bonimenteur (The Pitchwagon, 1962) de Sobey Martin : le propriétaire de la mine
- 1963 : Gunsmoke ou Police des plaines (Gunsmoke ou Marshal Dillon)
  - Saison 9, épisode 4 Tobe de John English : un vieil homme

## Note et référence
1. ↑  Autres noms alternatifs (selon l'IMDb ci-dessus) : Bud Osborn, Bob Osborne, Lennie Osborne, Miles Osborne, Bud Osbourne, ou encore Bud Osburne.